# Battaglia di Halmstad
La Battaglia di Halmstadt (nota anche come Battaglia di Fyllebro) fu una battaglia combattuta il 17 agosto 1676 a Fyllebro, a cinque chilometri più a sud del villaggio di Halmstad, nella Svezia sudoccidentale. Fu l'ultima battaglia nell'Halland tra Danimarca e Svezia.

## Preludio
L'esercito danese che era sbarcato a Helsingborg in Scania sul finire del mese di giugno del 1676 era riuscito a conquistare quasi l'intera provincia in meno di un mese. L'esercito svedese dovette ritirarsi a nord verso Växjö.
All'inizio di agosto, il generale Jakob Duncan con circa 4000 soldati svedesi venne inviato a nord, verso la provincia di Halland, a prendere la città di Halmstad e se possibile a proseguire a nord per unirsi alle truppe del generale Ulrik Frederick Gyldenløve, che aveva raggiunto Göteborg con un'armata norvegese e stava cercando di assediare la città.
L'11 agosto, re Carlo XI ed il suo piccolo esercito si portarono ad ovest per intercettare Duncan. Il generale era stato informato dei movimenti delle truppe svedesi nella sua direzione, ma pensando che si trattasse di unità minori al comando del generale Ascheberg, lasciò Halmstad e si portò a sud in Scania. A mezzogiorno del 17 agosto, l'esercito svedese raggiunse l'unica strada che dalla Scania conduceva ad Halmstad e Duncan venne intrappolato. Gli svedesi distrussero il ponte che portava a sud e puntarono a nord.

## La battaglia
Dopo appena qualche chilometro l'avanguardia svedese al comando del generale Ascheberg incontrò le unità danesi. Dopo un piccolo scontro Ascheberg si trovò faccia a faccia con Duncan e le sue forze. L'esercito danese era sul punto di attraversare il ponte sul torrente Fylleån. Duncan, pensando che quelle che si stavano avvicinando fossero tutte le forze messe in campo dagli svedesi, continuò le operazioni di attraversamento del ponte. Ignaro del pericolo lasciò che i suoi uomini si approntassero per la battaglia più a sud, dando la schiena al torrente.
Gli svedesi, nel frattempo, fecero avanzare il resto della loro cavalleria e della loro fanteria che si trovavano nelle retrovie. La battaglia iniziò con delle salve da parte dei cannoni svedesi, dopo le quali Carlo XI e la sua cavalleria scesero dalle colline circostanti per attaccare l'ala destra danese. Ben presto gli svedesi caricarono anche l'ala sinistra ed il centro dell'armata nemica. Dopo 15 minuti i danesi erano ormai compromessi. Al centro la fanteria danese opponeva una strenua resistenza cercando di rompere le linee svedesi, ma solo uno squadrone vi riuscì.
A questo punto Duncan realizzò l'errore compiuto e ordinò alle truppe rimanenti di ritirarsi al di là del ponte. Ma la cavalleria svedese sull'ala destra li inseguì. Comprendendo che la battaglia era ormai persa, Duncan si arrese. L'azione durò in tutto poco più di un'ora.

## Conseguenze
La sconfitta ad Halmstad fu un duro colpo per i danesi nel loro tentativo di avanzare verso nord per congiungersi con l'armata norvegese. Il giorno dopo la battaglia re Cristiano V di Danimarca lasciò il suo accampamento militare di Kristianstad ed iniziò a marciare verso Halmstad. Il 5 settembre raggiunse Halmstad ed iniziò ad assediare la città ma senza risultati. Tre settimane più tardi tornò in Scania per aquartierarsi per l'inverno.
La battaglia di Fyllebro fu inoltre la prima grande vittoria del ventenne Carlo XI di Svezia. Questa fu importante anche a livello morale, non solo per lui ma anche per i suoi generali e per l'intero esercito svedese, sebbene le forze messe in campo dalla Svezia fossero ancora troppo poche per pensare di vincere la guerra e per questo marciarono a nord verso Varberg in attesa di ulteriori truppe.